# Alfred Percy Sinnett
Alfred Percy Sinnett (18 de Janeiro de 1840 - 26 de Junho de 1921) foi escritor e teósofo.

## Carreira
As cartas dos Mahatmas, que geraram a controvérsia que mais tarde contribuíram na divisão da Sociedade Teosófica, foram escritas majoritariamente para Sinnett. Em 1880, Helena Blavatsky e Henry Olcott visitaram Sinnett em Shimla. Em 1881 Sinnett escreveu O Mundo Oculto, e em 1883, Budismo Esotérico.
Posteriormente, Sinnett foi presidente da Loja de Londres da Sociedade Teosófica.
Ele foi Vice-Presidente da Sociedade Teosófica entre 1880-88, 1895-1907, 1911-1921, e atuou como Presidente por quatro meses em 1907, logo após a passagem de Henry Steel Olcott.
Posteriormente, Sinnett foi presidente da Loja de Londres da Sociedade Teosófica.

## Obras
- O Mundo Oculto (The Occult World), Londres, 1881
- Budismo Esotérico (Esoteric Buddhism), Londres, 1883
- Married by degrees; A play in 3 acts, Londres, 1911
- In the next world: Actual narratives of personal experiences by some who have passed on, Theosophical Publishing Society, Londres, 1914
- The spiritual Powers and the War, Londres, 1915
- Unseen Aspects of the War; Two articles by A. P. Sinnett, Londres, 1916
- The rationale of mesmerism, Boston, 1892
- The early days of theosophy in Europa, Londres, 1922

### Literatura
- Autobiography of Alfred Percy Sinnett, Theosophical History Centre Publications, Londres, 1986 (ISBN 0-948753-02-1)

### Cartas
- Helena P. Blavatsky: The letters of H. P. Blavatsky to A. P. Sinnett and other miscellaneous letters, Londres, 1925
- A. Trevor Barker. As Cartas dos Mahatmas para A.P. Sinnett Londres, 1926 (ISBN 1-55700-086-7)